# Rogočana
Rogočana is een plaats in de gemeente Labin in de Kroatische provincie Istrië. De plaats telt 88 inwoners (2001).